# Рудольф Гайгер
Рудольф Гайгер (нім. Rudolf Geiger; 19 листопада 1891, Фрідланд — 14 січня 1972, Вельс) — австро-угорський, австрійський і німецький офіцер, генерал-майор вермахту. Кавалер Німецького хреста в золоті.

## Біографія
18 серпня 1912 року вступив в австро-угорську армію. Учасник Першої світової війни, командир взводу, полковий ад'ютант і командир ескадрону 6-го ландверного уланського (потім стрілецького) полку. Після війни продовжив службу в австрійській армії. З 1 квітня 1921 року — командир кулеметної роти, з 7 квітня 1936 року — 4-го батальйону 8-го альпійського єгерського полку. Після аншлюсу 15 березня 1938 року автоматично перейшов у вермахт. З 26 липня 1938 року — командир 2-го батальйону 130-го піхотного полку, з 1 серпня 1938 по 5 червня 1940 року — 3-го батальйону 133-го піхотного полку, з 22 червня 1940 по 18 лютого 1943 року — 289-го піхотного полку, з 13 травня 1943 по 25 травня 1944 року —215-го резервного піхотного полку. В серпні-вересні 1943 року пройшов курс командира дивізії. З 1 червня 1944 року — командир бойового училища і комендант навчального полігону в Броді. З лютого 1945 року — командир 17-го поліцейського батальйону, який бився з югославськими партизанами. В травні 1945 року призначений бойовим комендантом Загреба. 10 травня взятий в полон партизанами. В 1949 році засуджений до 20 років таборів. 15 квітня 1951 року звільнений і повернувся в Австрію.

## Звання
- Лейтенант (18 серпня 1912)
- Оберлейтенант (2 серпня 1914)
- Ротмістр (1 листопада 1917)
- Гауптман (1 квітня 1921)
- Штабсгауптман (23 червня 1923)
- Майор (22 січня 1928)
- Оберстлейтенант (1 січня 1938)
- Оберст (1 грудня 1940)
- Генерал-майор (1 грудня 1944)

## Нагороди
- 2 срібні і бронзова медаль «За військові заслуги» (Австро-Угорщина) з мечами
- Хрест «За військові заслуги» (Австро-Угорщина) 3-го класу з військовою відзнакою і мечами
- Військовий Хрест Карла
- Пам'ятна військова медаль (Австрія) з мечами
- Хрест «За вислугу років» (Австрія) 2-го класу для офіцерів (25 років)
- Золотий знак «За заслуги перед Австрійською Республікою»
- Орден Заслуг (Австрія), лицарський хрест
- Почесний хрест ветерана війни з мечами
- Медаль «За вислугу років у Вермахті» 4-го, 3-го, 2-го і 1-го класу (25 років)
- Залізний хрест 2-го і 1-го класу
- Німецький хрест в золоті (22 листопада 1941)